# Filozofija svakodnevnog jezika
Filozofija svakodnevnog jezika je grana analitička filozofija čiji fokus je manje usmjeren na logičku analizu i znanost a više na živi svakodnevni jezik. Teorije o govornim aktima i jezična fenomenologija kod J.L. Austina, filozofija uma kod Gilberta Rylea, igra s jezikom kod Ludwiga Wittgensteina su možda najbolji plodovi ovog filozofskog pravca koji danas nije tako popularan kao što je nekada bio.
H Paul Grice i njegove studije značenja još se uveliko koriste a jedan od razloga da filozofija svakodnevnog jezika nije i danas tako značajna je što se neki njeni uspjesi i pronalasci danas studiraju u okviru lingvistike.

## Podrijetlo Filozofije svakodnevnog jezika
Podrijetlo analitičke filozofije možemo naći kod Russella i G.E. Moorea (vidi još Gottlob Frege). Karakteristična razlika između Russella i Moorea je u tom što je Russell bio školovani matematičar dok je Moore više tipični humanist, tako da npr. niti je znao a niti je želio naučiti diferencijalni račun. Dok je Russellova grana filozofije koristila dosta simboličku logiku i imala veliki interes za prirodnu znanost i njene probleme, Moorovi nasljednici analiziraju svakodnevni jezik i njegove funkcije u svakodnevnom životu uz pomoć znanja o jeziku i humanističkih znanja.
Tko je vižan za razvoj ovog pravca, Austin ili Wittgenstein, je diskutabilno. Austin je na puno načina samostalan u odnosu na Wittgensteina i može se promatrati kao neovisna snaga u razvoju filozofije svakodnevnog jezika. Istovremeno je i Wittgenstein utjecao na druge filozofe kroz tzv. oxfordsku filozofiju. Poslije Drugog svjetskog rata postojao je veliki broj humanističkih filozofa koji nisu željeli nastaviti s Hegelovim idealizam ili nekom drugom filozofijom koja je okrenuta od znanosti i napretka. Ovi filozofi nisu imali niti interesa niti potrebna znanja za rad na filozofskoj logici ili sa znanstvenim problemima. Nije ih privlačila ni kontinentalna filozofija, npr. Heideggera i Sartrea, koja je bila udaljena od tadašnjeg britanskog duha. Moore je pokazao da je moguće koristiti se humanističkom filozofijom koja se bavila znanošću i razumom bez korištenja formalne logike i bez direktnog rada na znanstvenim pitanjima. 
Kada su se Wittgenstein i Austin pojavili kao novi filozofi u okvirima Moorove tradicije, veliki broj filozofa je bio spreman slijediti ovaj pravac.